# كريستوف فرانز
كريستوف فرانز (بالألمانية: Christoph Franz)‏ هو رائد أعمال ألماني، ولد في 2 مايو 1960 في فرانكفورت في ألمانيا.

## وصلات خارجية
- كريستوف فرانز على موقع مونزينجر (الألمانية)